# Lubow Kozyriewa (siatkarka)
Lubow Władimirowna Kozyriewa, z domu Timofiejewa (ros. Любовь Владимировн Козырева (Тимофееваа), ur. 12 grudnia 1956 w Krasnozawodsku) – rosyjska siatkarka, reprezentantka Związku Radzieckiego, złota medalistka letnich igrzysk olimpijskich, medalistka mistrzostw świata i Europy.

## Życiorys
Timofiejewa grała w reprezentacji Związku Radzieckiego w latach 1978-1980. W tym czasie zdobyła brązy medal podczas mistrzostw świata 1978 w Związku Radzieckim i złoty na mistrzostwach Europy 1979 we Francji. Wystąpiła na igrzyskach olimpijskich 1980 w Moskwie, wówczas już pod nazwiskiem Kozyriewa. Zagrała we wszystkich meczach fazy grupowej oraz w zwycięskim finale z NRD. Wraz z reprezentacją zdobyła także srebrny medal podczas siatkarskiego turnieju Przyjaźń-84.
Była zawodniczką klubów Spartak Omsk (do 1978), CSKA Moskwa (do 1979), Urałoczka Swierdłowsk (do 1980) i Dinamo Moskwa (do 1985). Dwukrotnie zdobywała mistrzostwo ZSRR w 1980 i 1983 oraz raz wicemistrzostwo w 1979. Zwyciężyła również w pucharze ZSRR w 1982. Karierę sportową zakończyła w 1985.
Za osiągnięcia sportowe w 1980 została wyróżniona tytułem Zasłużony Mistrz Sportu ZSRR.